# Тіт Флавій Клемент
Тит Флавій Клемент (лат. Titus Flavius Clemens; 50 або 63 — 95) — державний діяч ранньої Римської імперії, консул 95 року, християнський святий. Відзначається день 22 червня.

## Життєпис
Походив з імператорського роду Флавіїв. Народився у 50 або 63 році у Римі. Син Тита Флавія Сабіна, консула-суффекта 69 та 72 років. Його родич імператор Доміціан деякий час тримав Клемента поза державних посад, побоюючись змов проти себе. Приблизно між 85 та 87 роках Тит Клемент одружився з Флавією Доміциллою, онучкою Веспасіана. 
У 95 році обрано консулом разом з імператором Доміціаном. Втім того ж року Клемента заарештовано й страчено. За деякими відомостями причиною цього стало захоплення східними культами, зокрема він перейшов до християнства. Водночас можливо Флавій Клемент став жертвою манії переслідування Доміціана. На думку низки вчених святий папа римський Клемент був вільновідпущеником Тита Флавія Клемента.